# Dodecacarbonilo de trirutenio
El dodecacarbonilo de trirutenio es el compuesto químico con la fórmula Ru3(CO)12. Clasificado como grupo carbonilo metálico, es un sólido de color naranja oscuro que es soluble en disolventes orgánicos no polares. El compuesto sirve como precursor de otros compuestos de organorutenio.

## Estructura y síntesis
El clúster tiene simetría D3h y consiste en un triángulo equilátero de átomos de Ru, cada uno de los cuales lleva dos ligandos de CO axiales y dos ecuatoriales. La distancia Ru-Ru es de 284 pm. El Os3(CO)12 tiene la misma estructura. En el Fe3(CO)12, dos ligandos CO forman un puente, lo que da como resultado una simetría C2v. En solución, el Ru
3(CO)
12 es fluxional como lo indica la observación de una única señal de CO en el espectro de RMN de 13C a temperatura ambiente. La barrera se estima en 20 kJ/mol.
El Ru
3(CO)
12 se prepara mediante el tratamiento de soluciones de tricloruro de rutenio con monóxido de carbono en presencia de una base. El dímero de tricarbonilo de diclororutenio es un intermedio. La estequiometría de la reacción es incierta; una posibilidad es la siguiente:
6 RuCl3  +  33 CO  +  18 CH3OH  →  2 Ru3(CO)12  +  9 CO(OCH3)2  +  18 HCl

## Reacciones
Las propiedades químicas del Ru3(CO)12 han sido ampliamente estudiadas y el grupo se ha convertido en cientos de derivados. Las altas presiones de CO convierten el grupo en pentacarbonilo de rutenio monomérico, que vuelve al grupo original al reposar.
Ru3(CO)12 + 3 CO  3 Ru(CO)5 K eq = 3,3 x 10−7 mol dm−3 a temperatura ambiente
La inestabilidad del Ru(CO)5 contrasta con la robustez del correspondiente Fe(CO)5. La condensación de Ru(CO)5 en Ru3(CO)12 se produce a través de una pérdida inicial limitante de velocidad de CO para dar la especie inestable y coordinativamente insaturada Ru(CO)4. Este tetracarbonilo se une a Ru(CO)5, iniciando la condensación.
Al calentarse bajo presión de hidrógeno, el Ru3(CO)12 se convierte en el grupo tetraédrico H4Ru4(CO)12.  El Ru3(CO) 12 sufre reacciones de sustitución con bases de Lewis:
Ru3(CO)12 + n L → Ru3(CO)12- n Ln + n CO (n = 1, 2 o 3)
donde L es una fosfina terciaria o un isocianuro. Forma complejos con acenaftileno.
El Ru
3(CO)
12 forma diversos complejos de alquenos, algunos de los cuales conservan el núcleo de Ru3 intacto, pero a menudo presentan fragmentación. Tras el tratamiento con 1,5-ciclooctadieno, se obtiene el derivado monoRu tricarbonílico:
Ru
3(CO)
12  +  3 C
8H
12   →   3 Ru(C
8H
12)(CO)
3  +  3 CO
Tras la irradiación con luz ultravioleta, el Ru3(CO)12 se convierte en una forma polimérica insoluble.

### Clústers de Ru-carbido
A altas temperaturas, el Ru3(CO)12 se convierte en una serie de grupos que contienen ligandos carbido intersticiales. Estos incluyen Ru6C(CO)17 y Ru5C(CO)15. También se conocen grupos de carbido aniónicos, incluidos [Ru5C(CO)14]2− y el grupo bioctaédrico [Ru10C2(CO)24]2−. Los compuestos de carbido derivados de Ru3(CO)12 se han utilizado para sintetizar nanopartículas para catálisis. Estas partículas constan de 6-7 átomos y, por tanto, son todas superficiales, lo que da lugar a una actividad extraordinaria.